# Adèle d'Orp-le-Grand
Pour les articles homonymes, voir Sainte Adèle et Adèle.
Sainte Adèle ou Adile d'Orp-le-Grand est une moniale du VIIe siècle.

## Histoire

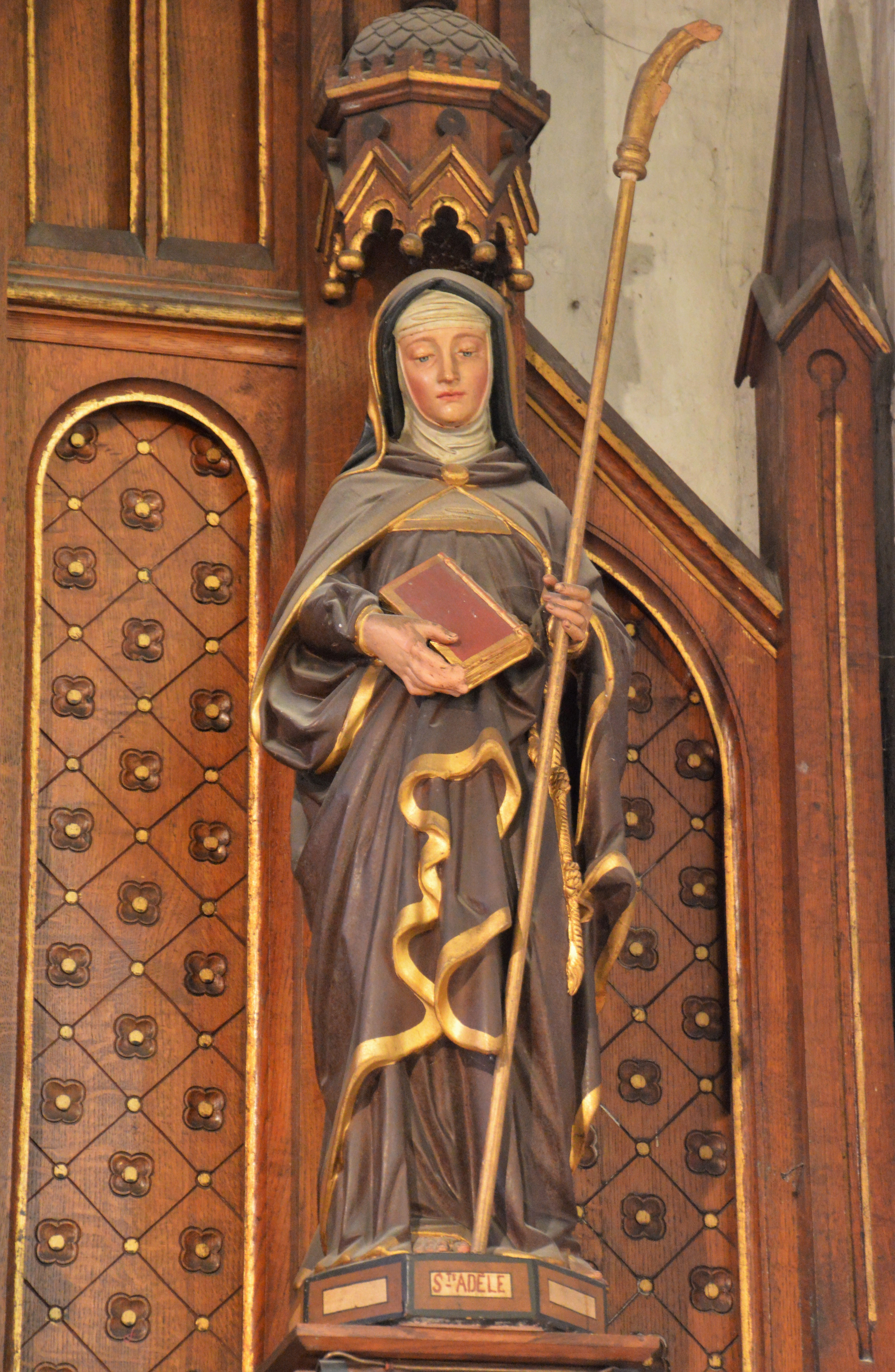
Statue de sainte Adèle abbesse en terre cuite (1884), église Saint-Omer d'Houchin dans le Pas de Calais.

Fille d'un notable mérovingien, elle prend le voile au monastère de Nivelles nouvellement fondé par Itte Idoberge, l'épouse de Pépin l'Ancien, et sa fille, sainte Gertrude.
Vers 640, elle fonde le prieuré d'Orp-le-Grand. Sous le règne de Childéric II, elle reçoit des moniales de plus en plus nombreuses, aussi fait-elle construire dans la vallée un oratoire dédié à saint Martin et y transfère sa communauté.
Une tradition locale raconte que devenue aveugle Adèle aurait miraculeusement récupéré la vue. À sa mort, vers 670, elle est enterrée dans la crypte de l'église saint-Martin. Ses reliques furent placées dans une châsse toujours conservée à Orp-le-Grand et une procession annuelle est organisée en son honneur le premier dimanche d'octobre.
Sainte Adèle est localement commémorée le 30 juin. Des lieux de culte lui sont dédiés à Saint-Géry, Fromiée, Brye (Chapelle Sainte-Adèle) et Hemptinne.
Populairement invoquée pour la guérison des affections de la vue, elle est traditionnellement représentée en habit religieux.